# Norops rubribarbus
Norops rubribarbus är en ödleart som beskrevs av  Barbour och RAMSDEN 1919. Norops rubribarbus ingår i släktet Norops och familjen Polychrotidae. Inga underarter finns listade i Catalogue of Life.